# Placówka Straży Granicznej w Szczecinie-Goleniowie
Placówka Straży Granicznej w Szczecinie-Goleniowie – zlikwidowana graniczna jednostka organizacyjna Straży Granicznej realizująca zadania w ochronie granicy państwowej.

## Formowanie i zmiany organizacyjne
Placówka Straży Granicznej w Szczecinie-Goleniowie powołana została 30 września 2006 roku, poprzez wydzielenie sił i środków z Placówki SG w Szczecinie-Porcie będącej w strukturach  Pomorskiego Oddziału Straży Granicznej, której podporządkowano lotnicze przejście graniczne Szczecin-Goleniów  w porcie lotniczym Szczecin-Goleniów. 
W związku z utworzeniem, w strukturach Pomorskiego Oddziału SG Placówki SG w Szczecinie 1 października 2009 roku zmienił się rejon działania Placówki SG w Szczecinie-Goleniowie .
Po rozformowaniu Pomorskiego Oddziału SG w Szczecinie, 1 stycznia 2010 roku Placówka SG w Szczecinie-Goleniowie została włączona w struktury Nadodrzańskiego Oddziału Straży Granicznej z siedzibą w Krośnie Odrzańskim.
Podczas kolejnej reorganizacji Straży Granicznej, Placówka SG w Szczecinie-Goleniowie została zniesiona 1 października 2013 roku i na jej bazie oraz rozformowanych placówek SG w Szczecinie i Szczecinie-Porcie została utworzona nowa Placówka SG w Szczecinie w strukturach Nadodrzańskiego Oddziału Straży Granicznej.

## Terytorialny zasięg działania
Placówka SG w Szczecinie-Goleniowie miała terytorialny zasięg działania;
- Poza strefą nadgraniczną: powiaty: łobeski, świdwiński, szczecinecki, z powiatu goleniowskiego gminy: Goleniów, Maszewo, Nowogard, Osina, Przybiernów[6] .
- Linia rozgraniczenia z:

1. Placówką Straży Granicznej w Świnoujściu: lądową granicą gmin Stepnica oraz Wolin[6] .
2. Pomorskim Dywizjonem Straży Granicznej w Świnoujściu: linią brzegową Zalewu Szczecińskiego w gminie Stepnica do linii prostej łączącej brzegi Zalewu Szczecińskiego, przechodzącej przez boję „TN–C” północnego toru podejściowego do portu w Trzebieży i stawę „N” na wyspie Chełminek[6] .
3. Placówką Straży Granicznej w Szczecinie: granicą Szczecina oraz gminy Goleniów[6] .

(Stan na dzień 1 lutego 2012)
W zakresie odprawy granicznej na lotniskach:
- Terytorialny zasięg działania placówki Straży Granicznej w Szczecinie-Goleniowie obejmował: województwo zachodniopomorskie –  powiaty: choszczeński, drawski, goleniowski, gryfiński, łobeski, myśliborski, policki, pyrzycki, stargardzki, szczeciński, świdwiński, wałecki, m.p. Szczecin, m.p. Świnoujście[6] .

(Stan na dzień 1 lutego 2012)

### Przejście graniczne
- Szczecin-Goleniów – lotnicze[6] .

(Stan na dzień 1 lutego 2012)

## Placówki sąsiednie
- Placówka Straży Granicznej w Szczecinie ⇔ Placówka Straży Granicznej w  Świnoujściu – 01.02.2012.

## Komendanci placówki
- Stefan Ćmielewski (30.09.2006–25.06.2007)
- Sławomir Szwaja  (26.06.2007–13.03.2009)
- kpt. SG Sławomir Szychowski[7] (14.03.2009–30.04.2012)
- ppłk SG Jerzy Grzymski[8] (30.04.2012–01.10.2013).